# B-Weltcup der Nordischen Kombination 2004/05
Der B-Weltcup der Nordischen Kombination 2004/05 war eine vom Weltverband FIS ausgetragene Wettkampfserie in der Nordischen Kombination. Der Unterbau zum Weltcup der Nordischen Kombination 2004/05 wurde in jener Saison zum 15. Mal ausgetragen. Die Saison wurde in drei Perioden eingeteilt, die neben der Startberechtigung auch Auswirkungen auf die Gesamtwertung hatte. Gemäß Artikel 4.1 des Reglements konnte nur ein Athlet Gesamtsieger werden, der in der letzten Periode nicht für den Weltcup startberechtigt war. Diese Regelung galt auch für die Ermittlung des Sprint-Cup-Siegers, wobei hier Athleten ausgenommen wurden, die mindestens in zwei Perioden im B-Weltcup gestartet sind. Der B-Gesamtweltcup-Sieger erhielt die große, der Sieger der Sprintwertung die kleine Trophäe. Die Athleten auf den Rängen 1 bis 6 wurden zudem mit FIS-Medaillen ausgezeichnet. Die Summe der drei punktbesten Wettkämpfer pro Bewerb von ein und demselben Skiverband wurden zusammen mit den Punkten der Teamwettkämpfe für die Nationenwertung herangezogen.
Die Saison umfasste zehn Stationen in Europa und Nordamerika. Die Saison begann am 11. Dezember 2004 in Steamboat Springs und endete am 13. März 2005 in Vuokatti. Es fanden zehn Sprints, zwei Massenstarts sowie sieben Gundersen Einzel statt. Darüber hinaus wurden zwei Teamwettbewerbe im Massenstart ausgetragen. Gesamt- und Sprint-Cup-Sieger wurde Stephan Münchmeyer, der drei Wettbewerbe gewinnen konnte. Die Nationenwertung gewann Deutschland.

## Teilnehmende Nationen
Es nahmen Athleten aus 18 Nationen am B-Weltcup teil.
| Europa (15 Nationen)                                                                      | Europa (15 Nationen)                                                         |
| ----------------------------------------------------------------------------------------- | ---------------------------------------------------------------------------- |
| - Deutschland - Estland - Finnland - Frankreich - Italien - Norwegen - Österreich - Polen | - Russland - Schweiz - Slowakei - Slowenien - Tschechien - Ukraine - Belarus |
| Amerika (2 Nationen)                                                                      |                                                                              |
| - Kanada                                                                                  | - Vereinigte Staaten                                                         |
| Asien (1 Nationen)                                                                        |                                                                              |
| - Japan                                                                                   |                                                                              |

## Ergebnisse und Wertungen

### Continental-Cup-Übersicht
| Datum      | Austragungsort    | Disziplin                        | Sieger                                                    | Zweiter                                                   | Dritter                                                   |
| ---------- | ----------------- | -------------------------------- | --------------------------------------------------------- | --------------------------------------------------------- | --------------------------------------------------------- |
| 1. Periode |                   |                                  |                                                           |                                                           |                                                           |
| 11.12.2004 | Steamboat Springs | HS 127 / 15 km Gundersen         | Matthias Menz                                             | Bill Demong                                               | Kenneth Braaten                                           |
| 12.12.2004 | Steamboat Springs | HS 127 / 7,5 km Sprint           | Eric Camerota                                             | Kenneth Braaten                                           | Bill Demong                                               |
| 16.12.2004 | Lake Placid       | HS 100 / 15 km Gundersen         | Bill Demong                                               | Nicolas Bal                                               | Matthias Mehringer                                        |
| 17.12.2004 | Lake Placid       | HS 100 / 10 km Massenstart       | Bill Demong                                               | Nicolas Bal                                               | Matthias Menz                                             |
| 18.12.2004 | Lake Placid       | HS 100 / 7,5 km Sprint           | Kenneth Braaten                                           | Matthias Menz                                             | Michael Hollenstein                                       |
| 2. Periode |                   |                                  |                                                           |                                                           |                                                           |
| 08.01.2005 | Pragelato         | HS 140 / 15 km Gundersen         | Stephan Münchmeyer                                        | Sébastien Lacroix                                         | Ludovic Roux                                              |
| 09.01.2005 | Pragelato         | HS 140 / 7,5 km Sprint           | Ivan Rieder                                               | Antti Kuisma                                              | Ronny Heer                                                |
| 13.01.2005 | Val di Fiemme     | HS 134 / 3×5 km Team Massenstart | FrankreichSébastien Lacroix Mathieu Martinez Ludovic Roux | Deutschland IJens Kaufmann Stephan Münchmeyer Jens Gaiser | Schweiz IRonny Heer Ivan Rieder Jan Schmid                |
| 09.01.2005 | Val di Fiemme     | HS 134 / 10 km Massenstart       | Sergei Maslennikow                                        | Espen Rian                                                | Yōsuke Hatakeyama                                         |
| 22.01.2005 | Baiersbronn       | HS 90 / 15 km Gundersen          | Yōsuke Hatakeyama                                         | Kevin Arnould                                             | Jens Gaiser                                               |
| 23.01.2005 | Baiersbronn       | HS 90 / 7,5 km Sprint            | Kevin Arnould                                             | Jan Schmid                                                | Ivan Rieder                                               |
| 26.01.2005 | Liberec           | HS 134 / 7,5 km Sprint           | Mathieu Martinez                                          | Pavel Churavý                                             | Tomáš Slavík                                              |
| 29.01.2005 | Klingenthal       | HS 85 / 15 km Gundersen          | Mathieu Martinez                                          | Marc Frey                                                 | Sébastien Lacroix                                         |
| 30.01.2005 | Klingenthal       | HS 85 / 7,5 km Sprint            | Mathieu Martinez                                          | Ivan Rieder                                               | Kevin Arnould                                             |
| 05.02.2005 | Karpacz           | HS 94 / 15 km Gundersen          | Ivan Rieder                                               | Marc Frey                                                 | Pavel Churavý                                             |
| 06.02.2005 | Karpacz           | HS 94 / 7,5 km Sprint            | Marc Frey                                                 | Carl Van Loan                                             | Ivan Rieder                                               |
| 3. Periode |                   |                                  |                                                           |                                                           |                                                           |
| 05.03.2005 | Høydalsmo         | HS 94 / 15 km Gundersen          | Marcel Höhlig                                             | Jan Rune Grave                                            | Stephan Münchmeyer                                        |
| 06.03.2005 | Høydalsmo         | HS 94 / 7,5 km Sprint            | Stephan Münchmeyer                                        | Marcel Höhlig                                             | Jan Rune Grave                                            |
| 10.03.2005 | Vuokatti          | HS 100 / 3×5 km Team Massenstart | Schweiz IRonny Heer Seppi Hurschler Andreas Hurschler     | Finnland IJanne Ryynänen Ville Kähkönen Raimo Kariniemi   | Deutschland IAndreas Langer Jens Kaufmann Christian Ulmer |
| 12.03.2005 | Vuokatti          | HS 100 / 7,5 km Sprint           | Marcel Höhlig                                             | Bernhard Gruber                                           | Stephan Münchmeyer                                        |
| 13.03.2005 | Vuokatti          | HS 100 / 7,5 km Sprint           | Stephan Münchmeyer                                        | Marcel Höhlig                                             | Florian Schillinger                                       |

### Wertungen
| Rang | Name                | Punkte |
| ---- | ------------------- | ------ |
| 01.  | Stephan Münchmeyer  | 759    |
| 02.  | Marcel Höhlig       | 644    |
| 03.  | Bernhard Gruber     | 625    |
| 04.  | Florian Schillinger | 576    |
| 05.  | Andreas Hurschler   | 548    |
| 06.  | Yōsuke Hatakeyama   | 494    |
| 07.  | Marc Frey           | 436    |
| 08.  | Jason Lamy Chappuis | 383    |
| 09.  | Jochen Strobl       | 373    |
| 10.  | Pavel Churavý       | 356    |
| 11.  | Ludovic Roux        | 313    |
| 12.  | Carl Van Loan       | 311    |
| 13.  | Jens Kaufmann       | 309    |
| 14.  | Eric Camerota       | 289    |
| 15.  | Seppi Hurschler     | 284    |

| Rang | Name                | Punkte |
| ---- | ------------------- | ------ |
| 16.  | Ronny Heer          | 264    |
| 17.  | Lukas Klapfer       | 260    |
| 18.  | Michael Hollenstein | 243    |
| 19.  | Espen Rian          | 230    |
| 20.  | Wilhelm Denifl      | 216    |
| 21.  | Giuseppe Michielli  | 199    |
| 22.  | Raimo Kariniemi     | 188    |
|      | Junpei Aoki         | 188    |
| 24.  | Lucas Vonlanthen    | 183    |
| 25.  | Andreas Langer      | 171    |
| 26.  | Maxime Laheurte     | 162    |
| 27.  | Tom Beetz           | 154    |
| 28.  | Tomáš Slavík        | 153    |
| 29.  | Steffen Tepel       | 130    |
| 30.  | Patrik Chlum        | 129    |

| Rang | Name               | Punkte |
| ---- | ------------------ | ------ |
|      | Pascal Meinherz    | 129    |
| 32.  | François Braud     | 127    |
| 33.  | Iver Markengbakken | 126    |
| 34.  | Makoto Masaki      | 119    |
| 35.  | Mikko Kokslien     | 117    |
| 36.  | Brett Camerota     | 107    |
| 37.  | Marko Kühne        | 103    |
| 38.  | Aleš Vodseďálek    | 101    |
| 39.  | Zdeněk Maka        | 092    |
| 40.  | Yūsuke Minato      | 089    |
| 41.  | Christian Ulmer    | 087    |
| 42.  | Tomoyuki Usui      | 082    |
| 43.  | Jed Hinkley        | 081    |
| 44.  | Damjan Vtič        | 078    |
| 45.  | Alexei Barannikow  | 076    |

| Platz | Name                | Punkte |
| ----- | ------------------- | ------ |
| 01.   | Stephan Münchmeyer  | 393    |
| 02.   | Marcel Höhlig       | 282    |
| 03.   | Florian Schillinger | 351    |
| 04.   | Pavel Churavý       | 234    |
| 05.   | Carl Van Loan       | 216    |
| 06.   | Marc Frey           | 210    |
| 07.   | Bernhard Gruber     | 200    |
| 08.   | Yōsuke Hatakeyama   | 195    |
| 09.   | Seppi Hurschler     | 189    |
|       | Kevin Arnould       | 189    |
| 11.   | Antti Kuisma        | 173    |
| 12.   | Sébastien Lacroix   | 169    |
| 13.   | Jens Kaufmann       | 166    |
| 14.   | Michael Hollenstein | 154    |
| 15.   | Andreas Hurschler   | 131    |
| 16.   | Eric Camerota       | 126    |
| 17.   | Ronny Heer          | 118    |

| Platz | Name               | Punkte |
| ----- | ------------------ | ------ |
| 01.   | Deutschland        | 3101   |
| 02.   | Schweiz            | 2084   |
| 03.   | Frankreich         | 1949   |
| 04.   | Norwegen           | 1149   |
| 05.   | Vereinigte Staaten | 1118   |
| 06.   | Österreich         | 0952   |
| 07.   | Japan              | 0891   |
| 08.   | Tschechien         | 0840   |
| 09.   | Finnland           | 0683   |
| 10.   | Russland           | 0436   |
| 11.   | Italien            | 0228   |
| 12.   | Kanada             | 0178   |
| 13.   | Slowenien          | 0126   |
| 14.   | Estland            | 0027   |
| 15.   | Slowakei           | 0016   |
| 16.   | Ukraine            | 0015   |
| 17.   | Polen              | 0012   |